# Воробьёв, Габриэль Владиславович
Габрие́ль Владисла́вович Воробьёв (известен также как DJ Gabriel, DJ Гаврила; 8 июля 1967 — 7 декабря 2015) — советский и российский актёр, музыкант и диджей. Начинал свою карьеру как рок-музыкант и актёр кино. Считается пионером музыкального стиля транс на постсоветском пространстве.

## Биография
Родился в Гаване на Кубе в семье советских дипломатов. Отец был русским, мать — литовкой.
В 1984 году на правах танцора-шоумена был участником ленинградской группы «Кофе». Планировалось, что Воробьёв станет новым вокалистом группы вместо покинувшего её на тот момент Григория Кобешавидзе. Однако Воробьёв предпочел кинокарьеру музыкальной — на тот момент за ним уже числилось две роли в кино. Одна из них, крайне успешная, — в киноленте для юношества «Шапка Мономаха».
Наиболее известной ролью актёра в кино стала роль Филиппа Траума (Сатаны) в одноимённом фильме по мотивам повести Марка Твена.
В 1989 году Воробьёв увлёкся электронной музыкой (стиль техно). Выступал в клубах Милана и Ленинграда. После поездки в Гоа в 1991 году начал играть в стиле acid house и psychedelic trance.
В период 1991—1992 годов проживал в Лондоне, где выступал в клубах «Spiral Tribe» и «Drum Club».
В 1994 году в Москве познакомился с промоутером и идеологом российской транс-культуры Тимуром Мамедовым. Играл на открытии клуба «Aerodance» (в дальнейшем стал его резидентом).
Был известен как DJ Гаврила (он же DJ Gabriel). Является одним из отцов-основателей клубного движения и популяризаторов psy-trance в России.
Создатель дизайнерской группы Chill Out Planet, разрабатывавшей, помимо прочего, дизайн музыкальных релизов Воробьёва.
Был женат на Яне Адельсон. Оставил трёх сыновей и двух дочерей.
Скончался 7 декабря 2015 года. Похоронен на Северном кладбище в Санкт-Петербурге.

## Фильмография
- 1982 — Шапка Мономаха — Алик Шубин
- 1982 — Никколо Паганини — Ахилло Паганини, сын Никколо
- 1985 — Вина лейтенанта Некрасова — Серёжа Табачников
- 1989 — Филипп Траум — Филипп Траум, сын Сатаны
- 1989 — Посвящённый — Николай Фролов
- 1990 — Когда святые маршируют — тромбонист
- 1991 — Лох — победитель воды — любовник босса
- 1991 — Миф о Леониде — сотрудник НКВД
- 1991 — Гений — официант
- 1991 — Сократ — поэт Мелет
- 1992 — Рэкет — Валерий
- 1995 — Полночь в Санкт-Петербурге — шофёр-курьер
- 2001 — Гладиатрикс — Эмилий